# Dudgeon (automobili a vapore)
La Dudgeon è una società fondata nel 1850 da Richard Dudgeon, attiva come produttrice di automobili a vapore nella seconda metà del XIX secolo. L'azienda, in seguito rinominata Richard Dudgeon, Inc., opera ora nel settore dei sollevatori industriali, dai cric ai carrelli elevatori.

## Storia

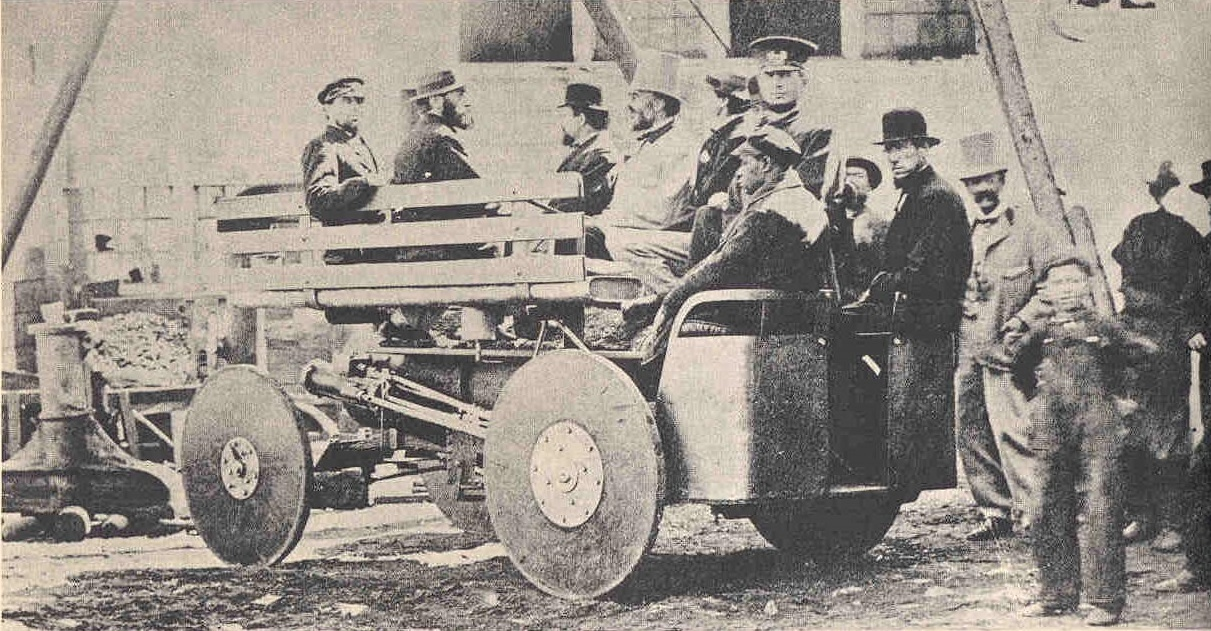
La Red Devil Steamer del 1857

Nel 1857 l'inventore Richard Dudgeon stupì i newyorkesi guidando dalla sua abitazione al posto di lavoro conducendo una carrozza a vapore. Il rumore e le vibrazioni generate dal Red Devil Steamer (questo il nome dato al mezzo) spaventavano però così tanto i cavalli che le autorità cittadine  relegarono gli spostamenti di Dudgeon ad una singola strada.
Dopo aver perso il prototipo originale nell'incendio del 1858 del Crystal Palace di New York, Dudgeon costruì un secondo esemplare nel 1866. Dopo aver incontrato ancora maggiori opposizioni alla circolazione cittadina del veicolo, si trasferì quindi con la famiglia, e la carrozza a vapore, nella sua fattoria di Long Island per sfuggire i funzionari della città. Qui lui e la sua carrozza divennero una apparizione familiare, spesso con un ragazzo davanti per avvertire i viaggiatori del pericolo che stava per arrivare.
Dudgeon condusse la sua carrozza a vapore per molte centinaia di chilometri fino alla morte e si dice che una volta avesse percorso un miglio in meno di due minuti. In realtà normalmente la velocità di crociera superava appena le 10 miglia orarie.
Anche se l'inventore sosteneva che il suo mezzo potesse "trasportare 10 persone a 14 mph con 70 libbre di vapore" e che un barile di carbone antracite fosse necessario per funzionare a questa velocità per quattro ore, era troppo in anticipo sui tempi e non riuscì mai ad ottenere il favore popolare.
Il carro a vapore superstite rimase presso la famiglia Dudgeon fino al 1940, quando fu venduto a due appassionati di auto d'epoca che in seguito lo donarono allo Smithsonian nel 1981.